# Julio Botet
Julio Botet (Buenos Aires, Argentina, 23 de abril de 1856-ídem, 2 de noviembre de 1936) fue un político, abogado y procurador general de la Nación de Argentina.

## Carrera política y judicial
Se recibió de abogado en la Universidad de Buenos Aires en 1882 con una tesis sobre Averías en materia comercial; al año siguiente fue elegido diputado en la legislatura de la provincia de Buenos Aires. Se dedicó al periodismo y colaboró en el diario El Nacional; el 2 de marzo de 1884 fue uno de los fundadores del diario El Día , de la ciudad de La Plata, donde también colaboró. El 17 de enero de 1905 el presidente Manuel Quintana lo designó en comisión procurador general de la Nación, nombramiento que fue ratificado una vez obtenido el acuerdo del Senado.
Por designación del presidente José Figueroa Alcorta fue interventor federal en la provincia de San Luis entre el 16 de marzo y el 18 de agosto de 1909. Renunció al cargo en la Corte, aceptada por decreto del 26 de noviembre de 1917.
Al dictaminar como procurador general de la Nación sobre los fallos de los Consejos de guerra afirmó que “ni ley alguna ha constituido a la Corte Suprema en tribunal de apelación de ningún Consejo de Guerra, cualquiera que sean los motivos de su pronunciamiento o cualquiera que sea su jerarquía (sic) o su origen”, por lo cual el Tribunal no debía ocuparse del caso si ya lo había hecho el Consejo Supremo de Guerra y Marina, doctrina que fue aceptada por la Corte Suprema de Justicia de la Nación.
Falleció en Buenos Aires el 2 de noviembre de 1936.